# BRM P139
La BRM P139 è una monoposto di Formula 1, costruita dalla scuderia inglese British Racing Motors per partecipare al Campionato mondiale di Formula 1 1969 e Campionato mondiale di Formula 1 1970.